# Krems Triathlon
Der Krems Triathlon war eine von 1994 bis 2018 jährlich in Krems an der Donau stattfindende Triathlon-Sportveranstaltung. Er gilt als eine der ältesten Triathlon-Veranstaltungen in Österreich.

## Organisation
Der Wettbewerb wurde seit 1994 vom TRV Krems über die olympische Distanz (1,5 km Schwimmen, 40 km Radfahren und 10 km Laufen) ausgetragen.
2010 musste der ursprünglich wie üblich für Anfang August geplante Krems Triathlon wegen des Hochwassers erst abgesagt werden und das Rennen wurde dann im September nachgeholt. Der Triathlon wurde bis 2010 im Bereich des Behördenhafens ausgetragen und wurde 2011 in den Bereich des Industriehafengeländes verlegt, wo es keine Gefahr von Hochwasser gibt.

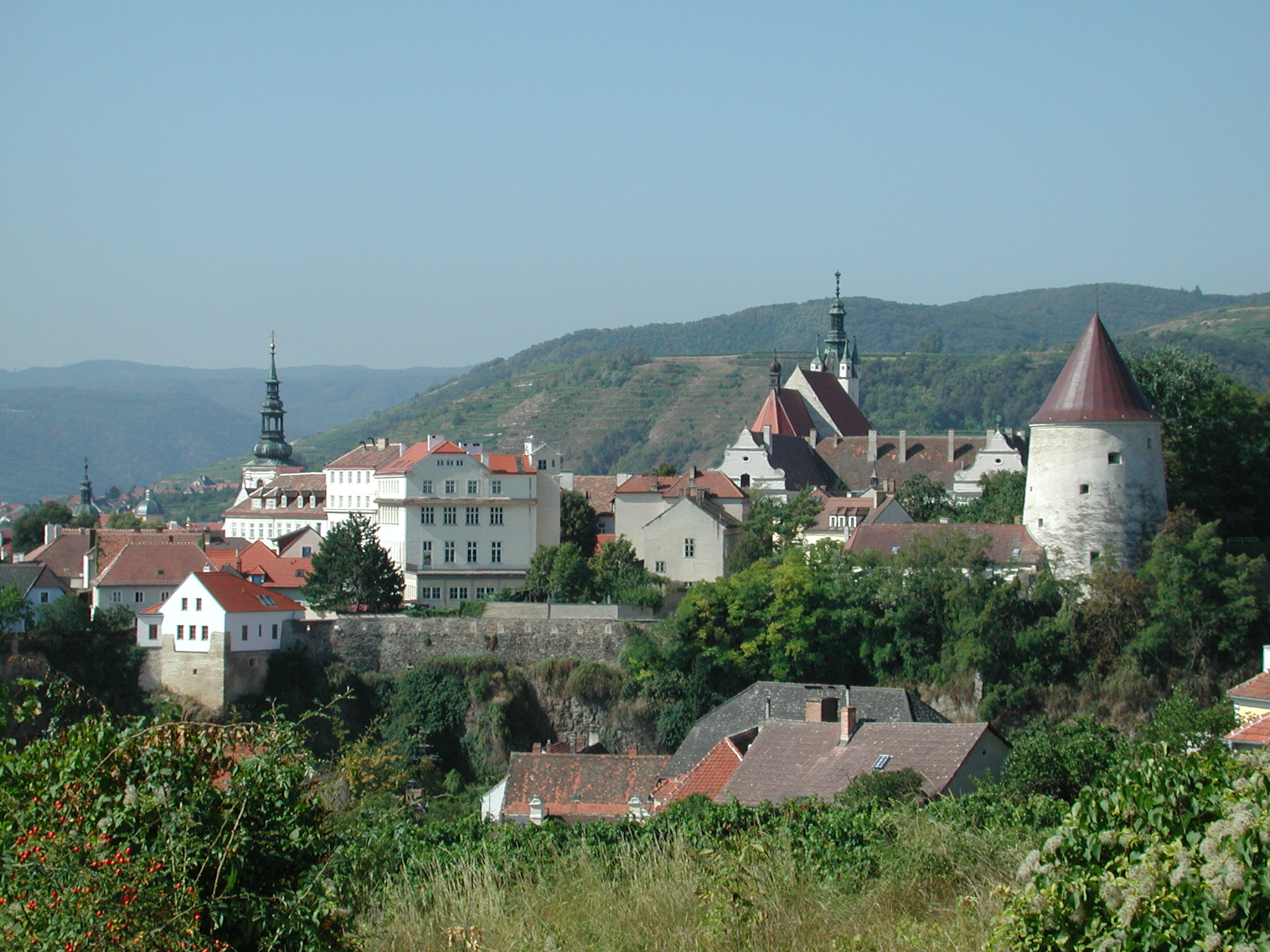
Blick auf die Altstadt von Krems

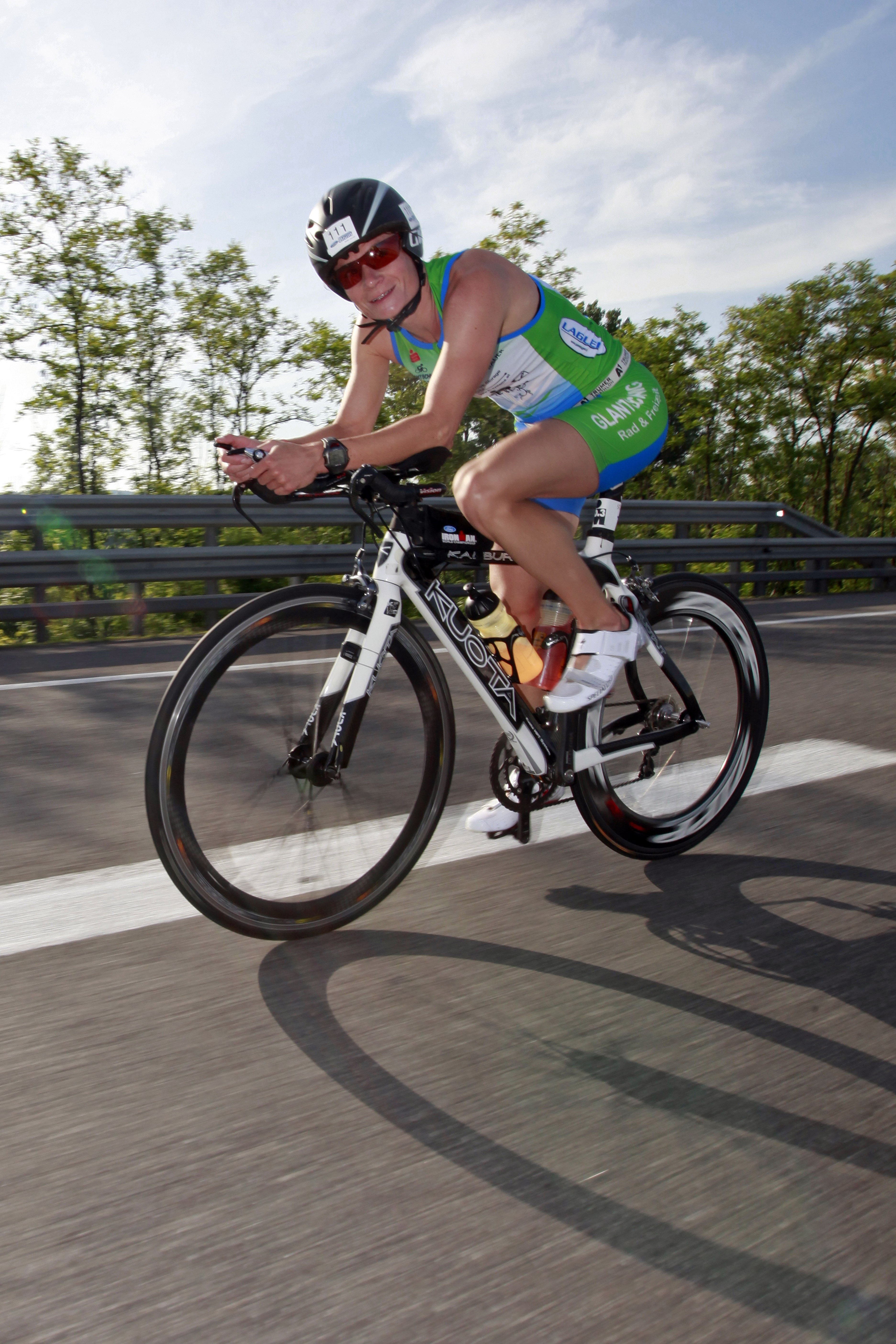
Simone Fürnkranz – Sechsfache Siegerin auf der olympischen Distanz

In den Jahren 2013 und 2014 wurde ein Rennen auf der Sprintdistanz ausgerichtet (0,75 km Schwimmen, 20 km Radfahren und 5 km Laufen): So gab es 2013 zwei Distanzen und 2014 gab es kein Rennen auf der olympischen Distanz.
Bei diesem Rennen werden auch jährlich die Niederösterreichischen Landesmeisterschaften Triathlon in verschiedenen Klassen ausgerichtet.
Im Juli 2017 war es die 23. Austragung und Simone Fürnkranz konnte zum bereits sechsten Mal das Rennen auf der olympischen Distanz gewinnen.
Die Organisation wurde bis 2017 durch den Triathlonverein TRV Krems durchgeführt und 2018 durch die Bestzeit Veranstaltungs GmbH übernommen, die z. B. auch den Ironman 70.3 Austria in St. Pölten organisiert. Für 2019 wurde keine Austragung des Rennens in Krems, sondern stattdessen der Traismauer Triathlon am 4. August 2019 angekündigt.

### Streckenverlauf
- Das Schwimmen über 1,5 km geht über zwei Runden im Hafenbecken von Krems.
- Die Radstrecke über 40 km führt als Wendepunktstrecke hinein ins Kremstal bis Untermeisling und von dort wieder zurück ans Donauufer.
- Die Laufstrecke über 10 km wird über vier Runden entlang der Donau und über den „Treppelweg“ absolviert und das Ziel liegt wieder im Bereich des Industriehafengeländes.

### Streckenrekorde
- Der Streckenrekord wird seit 2010 vom Tiroler Franz Höfer mit seiner Siegerzeit von 1:44:39 h gehalten.
- Bei den Frauen beendete Eva Wutti aus Kärnten das Rennen in Krems 2013 als schnellste Frau nach 1:59:44 h.[2]

## Ergebnisse

### Olympische Distanz
Das Rennen über die olympische Distanz (1,5 km Schwimmen, 40 km Radfahren und 10 km Laufen) wird seit 1994 ausgetragen.
| Datum/Jahr    | Männer                  | Männer              | Männer          | Frauen                 | Frauen              | Frauen              |
| Datum/Jahr    | Erster Platz            | Zweiter Platz       | Dritter Platz   | Erster Platz           | Zweiter Platz       | Dritter Platz       |
| ------------- | ----------------------- | ------------------- | --------------- | ---------------------- | ------------------- | ------------------- |
| 5. Aug. 2018  | Michael Weiss           | Georg Enzenberger   | Christian Nindl | Simone Kumhofer        | Christiana Butter   | Heini Jaako-Blunder |
| 30. Juli 2017 | Nikolaus Wihlidal -3-   |                     |                 | Simone Fürnkranz -6-   | Michaela Rudolf     | Ursula Kirchberger  |
| 7. Aug. 2016  | Nikolaus Wihlidal -2-   | Kristof Anheuer     | David Ruzsas    | Simone Fürnkranz -5-   | Dominique Lothaller | Michaela Rudolf     |
| 2. Aug. 2015  | Thomas Steger           | Nikolaus Wihlidal   | David Hanko     | Simone Fürnkranz -4-   | Anita Schoderbeck   | Ursula Kirchberger  |
| 4. Aug. 2013  | Nikolaus Wihlidal       | Peter Bajai         | Tomas Kabrhel   | Eva Wutti (SR)         | Simone Fürnkranz    | Jitka Simakova      |
| 5. Aug. 2012  | David Ruzas             | Max Renko           | Peter Bajai     | Simone Fürnkranz -3-   | Gabriela Loskotova  | Nathalie Alexander  |
| 7. Aug. 2011  | Franz Höfer -3-         | Dominik Berger      | David Ruzsas    | Simone Fürnkranz -2-   | Michaela Rudolf     | Daniela Rechberger  |
| 12. Sep. 2010 | Franz Höfer -2- (SR)    | Nikolaus Wihlidal   | Dominik Berger  | Renate Forstner -3-    | Lydia Bencic        | Michaela Rudolf     |
| 1. Aug. 2009  | Norbert Langbrandtner   | Nikolaus Wihlidal   | Vincent Rieß    | Renate Forstner -2-    | Michaela Rudolf     | Eva Wutti           |
| 2. Aug. 2008  | Franz Höfer             | Vladimir Pospichal  | Norbert Domnik  | Renate Forstner        | Simone Fürnkranz    | Kamilia Davidova    |
| 2007          | Manuel Wutscher         |                     |                 | Simone Fürnkranz       |                     |                     |
| 29. Juli 2006 | Andrej Orlicky          | Alexander Frühwirth | Markus Müller   | Lisa Hütthaler -3-     | Reka Brassay        | Simone Fürnkranz    |
| 2005          | Gerald Horvath          |                     |                 | Lisa Hütthaler -2-     |                     |                     |
| 2004          | Bernhard Hiebl          |                     |                 | Lisa Hütthaler         |                     |                     |
| 2003          | Alexander Krenn         |                     |                 | Monika Altenreiter -3- |                     |                     |
| 2002          | Alexander Frühwirth -3- |                     |                 | Andrea Geier           |                     |                     |
| 2001          | Johannes Enzenhofer     |                     |                 | Monika Altenreiter -2- |                     |                     |
| 2000          | Alexander Frühwirth -2- |                     |                 | Monika Altenreiter     |                     |                     |
| 1999          | Alexander Frühwirth     |                     |                 | Gabriella Piros        |                     |                     |
| 1998          | Adolf Hanel -4-         |                     |                 | Anika Gög              |                     |                     |
| Aug. 1997     | Daniel Hechenblaikner   |                     |                 | Nikolett Pecsi         |                     |                     |
| 1996          | Adolf Hanel -3-         |                     |                 | Monika Feuersinger     |                     |                     |
| 1995          | Adolf Hanel -2-         |                     |                 | Michaela Novakova -2-  |                     |                     |
| 1994          | Adolf Hanel             |                     |                 | Michaela Novakova      |                     |                     |

### Sprintdistanz
0,75 km Schwimmen, 20 km Radfahren und 5 km Laufen
| Datum/Jahr   | Männer            | Männer        | Männer            | Frauen            | Frauen           | Frauen             |
| Datum/Jahr   | Erster Platz      | Zweiter Platz | Dritter Platz     | Erster Platz      | Zweiter Platz    | Dritter Platz      |
| ------------ | ----------------- | ------------- | ----------------- | ----------------- | ---------------- | ------------------ |
| 3. Aug. 2014 | Nikolaus Wihlidal | Tom Curtis    | Wolfgang Mangold  | Simone Fürnkranz  | Sylvia Gehnböck  | Jacqueline Kallina |
| 4. Aug. 2013 | Hannes Schirmann  | Václav Glaser | Clemens Ostendorf | Jaqueline Kallina | Sandra Studirach | Dani Dworzak       |